# Catalin Dorian Florescu

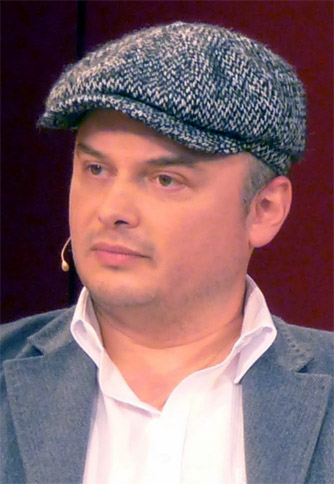
Catalin Dorian Florescu 2011

Catalin Dorian Florescu (* 27. August 1967 in Timișoara, Rumänien) ist ein Schweizer Schriftsteller und Psychologe.

## Leben
1976 reiste Florescu von Rumänien nach Italien und Amerika aus, kehrte aber acht Monate später wieder zurück. Im Sommer 1982 floh der damals 15-Jährige mit seinen Eltern in den Westen und wohnt seitdem in Zürich. Mittlerweile ist er Schweizer Bürger.
Nachdem Florescu 1989 seine Matura an der Kantonsschule Enge erlangt hatte, studierte er Psychologie und Psychopathologie an der Universität Zürich und arbeitete von 1995 bis 2001 als Psychotherapeut in einem Rehabilitationszentrum für Drogenabhängige. Er absolvierte eine fünfjährige Weiterbildung in Gestalttherapie.
Seit Dezember 2001 ist er freier Schriftsteller.
Für seine Romane Wunderzeit (2001), Der kurze Weg nach Hause (2002) und Der blinde Masseur (2006) erhielt Florescu u. a. das Hermann-Lenz-Stipendium, den Adelbert-von-Chamisso-Förderpreis, ein Werkjahr der Stadt Zürich. Wunderzeit war Buch des Jahres 2001 der Schweizerischen Schillerstiftung. 2003 erhielt Florescu den Anna Seghers-Preis. Am 12. Oktober 2006 wurde sein Stück Die Nacht davor im Sandkorn-Theater in Karlsruhe unter der Regie von Victor Carcu uraufgeführt.
Vom 1. April bis zum 31. Juli 2010 war er in Erfurt als Stadtschreiber tätig, wobei er an seinem Roman Jacob beschließt zu lieben weiterarbeitete. Dieser durch ein Grenzgänger-Stipendium der Robert Bosch Stiftung geförderte Roman wurde 2011 mit dem Schweizer Buchpreis ausgezeichnet. Ausserdem war Florescu 2010 Preisrichter beim Prešover Kurzgeschichtenwettbewerb.

## Kritik
- zum Roman Jacob beschließt zu lieben: Es geht hier um eine Art von Spannung, die Geist und Seele erfasst. Florescu erweist sich als ein herausragender Meister der Erzählkunst.[5]

## Auszeichnungen
- 2001: Hermann-Lenz-Stipendium
- 2002: Adelbert-von-Chamisso-Förderpreis
- 2003: Anna-Seghers-Preis
- 2008: Dresdner Stadtschreiber
- 2011: Schweizer Buchpreis
- 2011: Rottweiler Stadtschreiber[6]
- 2012: Eichendorff-Literaturpreis
- 2012: Werkjahr der Stadt Zürich
- 2012: New York-Stipendium von Pro Helvetia
- 2012: London-Stipendium von Landis+Gyr
- 2013: Korrespondierendes Mitglied der Bayerischen Akademie der Schönen Künste
- 2013: Hermann Hesse Stipendium der Stadt Calw
- 2014: Berlin-Stipendium des Kantons Zürich
- 2018: Andreas-Gryphius-Preis

## Werke

### Romane
- Wunderzeit. Pendo, Zürich 2001, ISBN 3-85842-395-5.
- Der kurze Weg nach Hause. Pendo, Zürich 2002, ISBN 3-85842-476-5.
- Der blinde Masseur. Pendo, Zürich 2006, ISBN 3-86612-079-6
- Zaira. C. H. Beck, München 2008, ISBN 978-3-406-57029-2
- Jacob beschließt zu lieben. C. H. Beck, München 2011, ISBN 978-3-406-61267-1.
- Der Mann, der das Glück bringt. C. H. Beck, München 2016, ISBN 978-3-406-69112-6.[7]
- Der Nabel der Welt. C. H. Beck, München 2017, ISBN 978-3-406-71251-7[8]
- Der Feuerturm. C. H. Beck, München 2022, ISBN 978-3-406-78148-3[9]

### Beiträge in Anthologien
- Im Nabel der Welt. In: Reto Sorg, Andreas Paschedag (Hrsg.): Swiss Made. Junge Literatur aus der deutschsprachigen Schweiz. Wagenbach, Berlin 2001, ISBN 3-8031-2419-0.
- Beitrag in: Literatur de Suisse. Nodari & Christen, Muri 2004, ISBN 3-9522095-5-4.
- 11. September. In: Feuer, Lebenslust! Erzählungen deutscher Einwanderer. Klett-Cotta, Stuttgart 2007, ISBN 978-3-608-93516-5.
- Ein Ort am Ende der Welt. In: Schreibende Nomaden entdecken Europa. Limbus Verlag, Innsbruck 2019, ISBN 978-3-99039-160-0.